# Donetsk
Donetsk (en ruso: Донецк, romanizado: Danietsk; en ucraniano: Донецьк, romanizado: Donets’k) es una ciudad en el este de Ucrania situada sobre el río Kalmius, en el óblast de Donetsk. La población se estimaba en 2013 en 953 217 habitantes y 2 009 700 en el área metropolitana, siendo la quinta ciudad más poblada de Ucrania.
Fundada en 1869 por el empresario galés John Hughes, la ciudad fue nombrada Yúzivka, en su honor. Durante la época soviética, la industria siderúrgica de la ciudad se expandió con gran éxito y en 1932 ya era la ciudad más importante de la región. Hasta 2014 fue una de las zonas más industriales de Ucrania, por sus minas y su notable industria, pero tras el inicio de la guerra del Donbás la zona fue tomada por separatistas y por tropas regulares sin identificación del ejército de Rusia. Si bien la ciudad es reconocida internacionalmente como parte de Ucrania, está bajo la administración de facto de la República Popular de Donetsk (Rusia)

## Nombre y etimología

### Nombre
La ciudad es conocida también por sus nombres anteriores; Oleksandrivka, Húghesivka, Yúzivka y Stálino.

## Historia

### Fundación

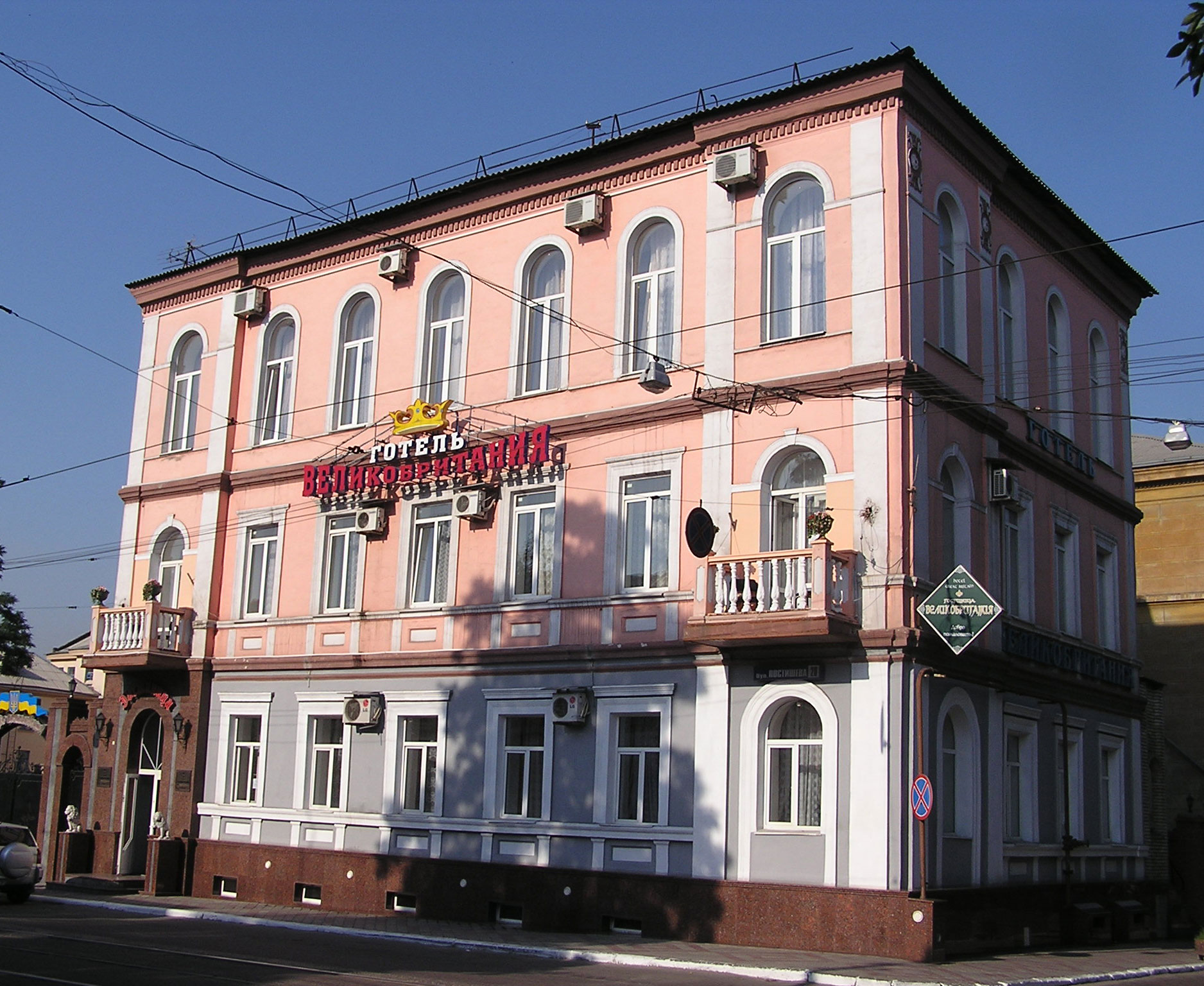
Hotel Gran Bretaña (ucraniano: Велика Британія) es uno de los edificios más antiguos de Donetsk, construido en 1883.

La ciudad fue fundada en 1869 cuando el empresario John Hughes, natural de Gales, construyó una fábrica de acero y varias minas de carbón cerca de un pequeño asentamiento cosaco llamado Aleksándrovka, en el sur de la parte europea del Imperio ruso. Inicialmente, el pueblo recibió el nombre en su honor de Húghesovka (Yúzivka; en ucraniano: Ю́зівка).
A inicios del siglo XX, Yúzivka albergaba aproximadamente 50 000 habitantes, en su mayoría inmigrantes de los territorios rusos adyacentes, alcanzando el estatus de ciudad en 1917. El distrito principal de Yúzivka recibe el nombre de colonia inglesa, porque mantiene en el diseño y la arquitectura el origen británico.

### Unión Soviética
Después del estallido de la guerra civil rusa, Yúzivka formó parte de la República Soviética de Donetsk-Krivoy Rog desde su declaración de independencia el 12 de febrero de 1918 por facciones bolcheviques que querían mantener un autogobierno propio y no estar subordinados totalmente a Kiev. La República se disolvió en el Segundo Congreso de los Soviets de toda Ucrania el 20 de marzo de 1918, cuando fue incorporada a la República Socialista Soviética de Ucrania con cierto grado de autonomía.
En 1924, durante los comienzos del período estalinista, el nombre de la ciudad fue cambiado por el de Stalin, en honor a Iósif Stalin y también por su importante industria del acero. En ese año, la población de la ciudad ascendió a 63 708 y el siguiente 80 085 habitantes. Durante 1929 y 1931, el nombre de la ciudad se cambió a Stálino.  La ciudad no tuvo un sistema de agua potable hasta 1931, cuando se instaló bajo tierra un sistema de 55,3 km. En julio de 1933, pasó a ser el centro administrativo del óblast de Donetsk. En 1933, se instaló el primer sistema de alcantarillado de 12 km y al año siguiente se construyó la primera línea de explotación de gas en la ciudad.
Al comienzo de la Segunda Guerra Mundial, la población de Stálino era de 507 000 habitantes, después de la guerra se había reducido a sólo 175 000. La invasión de la Alemania nazi en la Operación Barbarroja, destruyó casi por completo la ciudad, pero fue reconstruida a gran escala en gran parte al final de la guerra. Fue ocupada por fuerzas alemanas e italianas entre el 16 de octubre de 1941 hasta el 5 de septiembre de 1943. En 1945, alemanes étnicos de los Suabos del Danubio de Yugoslavia, Hungría y Rumania, fueron enviados por la fuerza como mano de obra esclava para reconstruir Stálino y trabajar en sus minas. Las condiciones eran tan malas que muchos murieron de enfermedades y desnutrición.
En noviembre de 1961, durante el proceso de desestalinización promovido por el líder Nikita Jrushchov, todas las ciudades soviéticas nombradas en honor a Stalin fueron rebautizadas con otro nombre. Stalino adoptó el nombre de Donetsk, nombre derivado del río Donéts, tributario del río Don.
En 1965, se fundó la organización científica Academia de Ciencias de Donetsk, como parte de la Academia de Ciencias de la República Socialista Soviética de Ucrania.

### Ucrania
Después de la disolución de la Unión Soviética, la ciudad experimentó una época difícil durante los años 1990, debido a la desaceleración económica profunda en la antigua república soviética, con altos niveles de inflación, el control y luchas de oligarcas, continua presencia del crimen organizado y una corrupción generalizada. Durante varios años, se suceden huelgas de mineros donde reclaman mejores condiciones económicas y junto a reivindicaciones de índole política como mantener el ruso como segundo idioma oficial o formar un autogobierno. En 1994, se celebró un referéndum en el Óblast de Donetsk y el Óblast de Lugansk, y alrededor del 90 % apoyó que el idioma ruso ganara el estatus de idioma oficial junto al ucraniano, y que el idioma ruso fuera un idioma oficial a nivel regional; sin embargo, el referéndum no fue considerado vinculante por el gobierno ucraniano.
Durante finales del siglo XX y comienzos del XXI, se produjeron importantes accidentes en minas de Donetsk por falta de medidas de seguridad adecuadas, muriendo cientos de trabajadores. Sin embargo, la ciudad comenzaba a modernizarse rápidamente con cierto éxito aunque manteniendo algunos problemas como el poder de oligarcas sin control y una importante tasa de pobreza. En una cumbre celebrada en Moscú en 2008, Donetsk fue reconocida como la mejor ciudad de la Comunidad de Estados Independientes por sus estrategias de desarrollo implementadas; en 2012 y 2013 Donetsk fue reconocida como el mejor lugar para hacer negocios de Ucrania.

### Guerra del Donbás y autogobierno
En el marco de la Revolución de la Dignidad o Euromaidán que provocó que el presidente Yanukóvich huyera para buscar asilo en Rusia, la secesión de Crimea y su posterior anexión a Rusia, un grupo de manifestantes prorrusos tomó el edificio del gobierno local en Donetsk el 7 de abril de 2014 y desde allí proclamaron la República Popular de Donetsk.

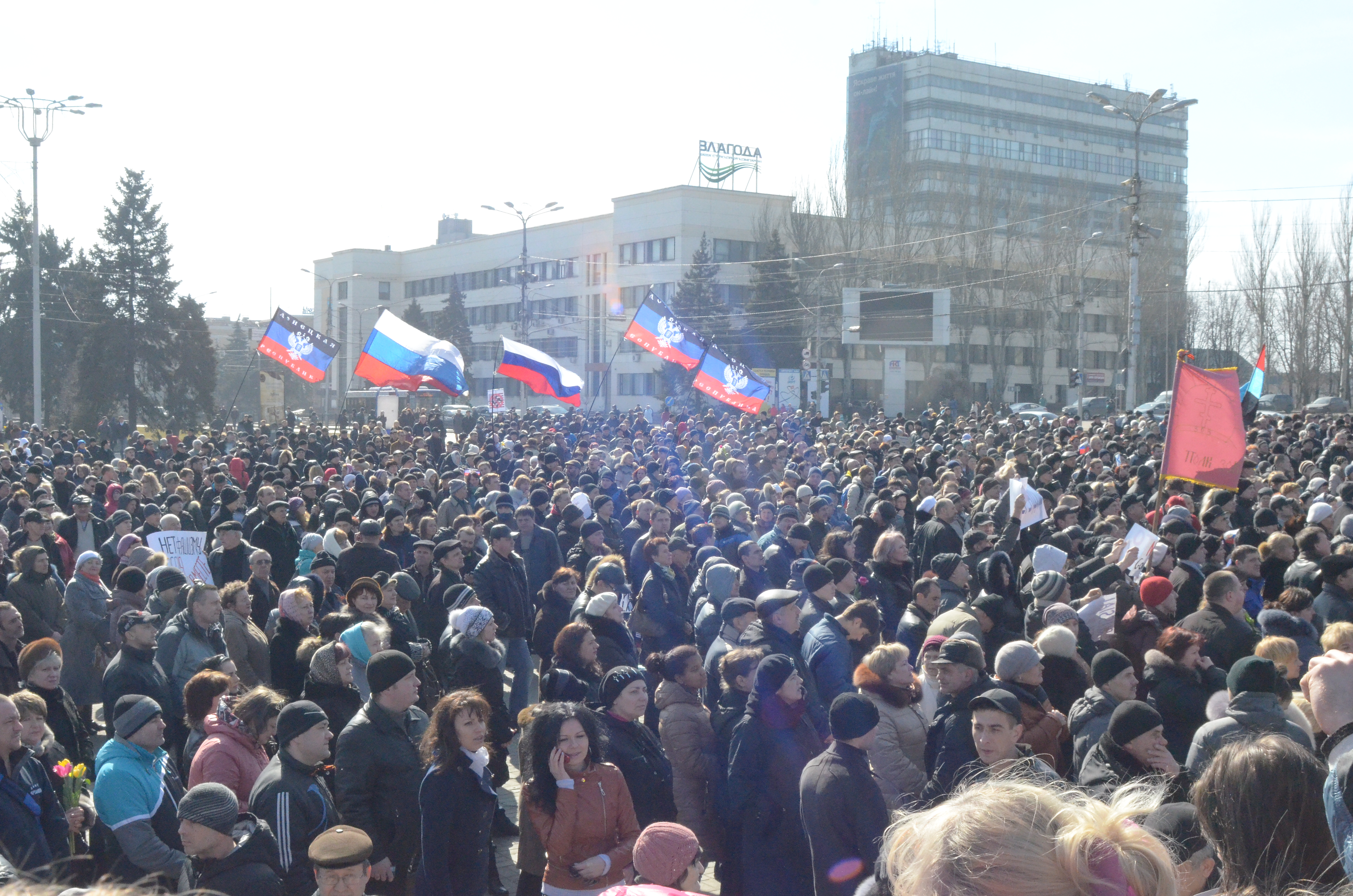
Manifestación prorrusa en Donetsk en 2014

El 11 de mayo de 2014, se celebró un polémico referéndum para elegir la independencia. El jefe de la autoproclamada comisión electoral de la República Popular de Donetsk, Román Lyagin, afirmó que casi el 90 % de los que votaron en la región respaldaron la independencia política de Kiev. Sin embargo, en Ucrania, la Unión Europea y los Estados Unidos declararon que las elecciones fueron ilegales y no son válidas.
Los fuertes bombardeos del ejército ucraniano y el enfrentamiento ha causado la muerte de civiles y han dañado parte de las estructuras de la ciudad. Durante la conocida como batalla por el Aeropuerto Internacional de Donetsk se afectó de manera importante el aeropuerto y murieron cientos de soldados de ambos bandos.
La independencia de la RPD es reconocida por Osetia del Sur (que a su vez es reconocida parcialmente), y de forma oficial por la Federación Rusa desde el 21 de febrero de 2022 y por la no reconocida República Popular de Lugansk.

## Geografía
La ciudad está en una estepa, rodeada de distintos bosques, colinas, ríos y lagos. La periferia norte de la ciudad se utiliza principalmente para la agricultura. El río Kalmius une la ciudad con el mar de Azov, que está a 95 km al sur, y es un área recreativa popular para los ciudadanos de Donetsk. Un amplio cinturón de tierras agrícolas rodea la ciudad.
La ciudad se extiende 28 km de norte a sur y 55 km de este a oeste. Hay dos embalses en las inmediaciones: Nyzhnekalmius (60 ha), y el "mar Donetsk" (206 ha). Cinco ríos fluyen a través de la ciudad, incluyendo el Kalmius, Asmólivka (13 km), Cherepáshkyna (23 km), Skomoroshka y Bajmutka.

### Clima
El clima es del tipo continental. Las temperaturas medias son de -4,1 °C en enero y de 21,6 °C en julio. El promedio de precipitaciones por año asciende a 162 días y hasta 556 mm por año.
| Parámetros climáticos promedio de Donetsk 1981–2010 | Parámetros climáticos promedio de Donetsk 1981–2010 | Parámetros climáticos promedio de Donetsk 1981–2010 | Parámetros climáticos promedio de Donetsk 1981–2010 | Parámetros climáticos promedio de Donetsk 1981–2010 | Parámetros climáticos promedio de Donetsk 1981–2010 | Parámetros climáticos promedio de Donetsk 1981–2010 | Parámetros climáticos promedio de Donetsk 1981–2010 | Parámetros climáticos promedio de Donetsk 1981–2010 | Parámetros climáticos promedio de Donetsk 1981–2010 | Parámetros climáticos promedio de Donetsk 1981–2010 | Parámetros climáticos promedio de Donetsk 1981–2010 | Parámetros climáticos promedio de Donetsk 1981–2010 | Parámetros climáticos promedio de Donetsk 1981–2010 |
| Mes                                                 | Ene.                                                | Feb.                                                | Mar.                                                | Abr.                                                | May.                                                | Jun.                                                | Jul.                                                | Ago.                                                | Sep.                                                | Oct.                                                | Nov.                                                | Dic.                                                | Anual                                               |
| --------------------------------------------------- | --------------------------------------------------- | --------------------------------------------------- | --------------------------------------------------- | --------------------------------------------------- | --------------------------------------------------- | --------------------------------------------------- | --------------------------------------------------- | --------------------------------------------------- | --------------------------------------------------- | --------------------------------------------------- | --------------------------------------------------- | --------------------------------------------------- | --------------------------------------------------- |
| Temp. máx. abs. (°C)                                | 12.2                                                | 16.0                                                | 21.3                                                | 31.0                                                | 34.6                                                | 38.0                                                | 37.8                                                | 39.1                                                | 33.9                                                | 32.7                                                | 20.5                                                | 15.0                                                | 39.1                                                |
| Temp. máx. media (°C)                               | -1.3                                                | -0.9                                                | 5.3                                                 | 14.5                                                | 20.9                                                | 24.8                                                | 27.3                                                | 26.8                                                | 20.7                                                | 13.1                                                | 4.7                                                 | -0.3                                                | 13.0                                                |
| Temp. media (°C)                                    | -4.1                                                | -4.1                                                | 1.3                                                 | 9.4                                                 | 15.4                                                | 19.3                                                | 21.6                                                | 20.8                                                | 15.1                                                | 8.5                                                 | 1.6                                                 | -2.9                                                | 8.5                                                 |
| Temp. mín. media (°C)                               | -6.7                                                | -7.0                                                | -2.1                                                | 4.6                                                 | 10.0                                                | 13.8                                                | 15.9                                                | 15.0                                                | 10.0                                                | 4.5                                                 | -1.1                                                | -5.4                                                | 4.3                                                 |
| Temp. mín. abs. (°C)                                | -32.2                                               | -31.1                                               | -21.0                                               | -10.6                                               | -2.4                                                | 2.1                                                 | 6.0                                                 | 2.2                                                 | -6.0                                                | -10.0                                               | -22.2                                               | -28.5                                               | -32.2                                               |
| Precipitación total (mm)                            | 37                                                  | 32                                                  | 34                                                  | 38                                                  | 46                                                  | 65                                                  | 51                                                  | 37                                                  | 36                                                  | 37                                                  | 38                                                  | 41                                                  | 492                                                 |
| Nevadas (cm)                                        | 6                                                   | 11                                                  | 6                                                   | 0                                                   | 0                                                   | 0                                                   | 0                                                   | 0                                                   | 0                                                   | 0                                                   | 1                                                   | 4                                                   | 28                                                  |
| Días de lluvias (≥ 1 mm)                            | 11                                                  | 8                                                   | 10                                                  | 13                                                  | 13                                                  | 14                                                  | 11                                                  | 8                                                   | 11                                                  | 11                                                  | 13                                                  | 11                                                  | 134                                                 |
| Días de nevadas (≥ 1 mm)                            | 17                                                  | 17                                                  | 10                                                  | 2                                                   | 0                                                   | 0                                                   | 0                                                   | 0                                                   | 0                                                   | 2                                                   | 8                                                   | 16                                                  | 72                                                  |
| Humedad relativa (%)                                | 87                                                  | 84                                                  | 77                                                  | 66                                                  | 62                                                  | 66                                                  | 64                                                  | 60                                                  | 67                                                  | 76                                                  | 86                                                  | 88                                                  | 73.6                                                |
| Fuente: КЛИМАТ ДОНЕЦКА                              |                                                     |                                                     |                                                     |                                                     |                                                     |                                                     |                                                     |                                                     |                                                     |                                                     |                                                     |                                                     |                                                     |

## División administrativa
| Raión de Budiónivski Raión Voroshílovski Raión de Kalíninski Raion Kýivski Raión de Kírovski | Raión Kúibyshevski Raión de Léninskyi Raión de Petrovski Raión de Proletarski |

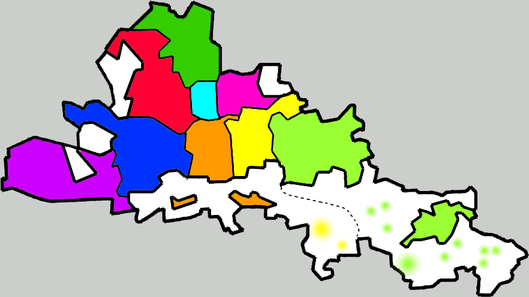
Raiones de Donetsk:

Donetsk se divide en nueve distritos administrativos, llamados raiones.
| # | Raiones                | Ucraniano            | Área   | Población |
| - | ---------------------- | -------------------- | ------ | --------- |
| 1 | Raión de Budiónivski   | Будьонівський район  | 25 km² | 100 300   |
| 2 | Raión de Voroshílivski | Ворошилівський район | 10 km² | 97 300    |
| 3 | Raión de Kalíninski    | Калінінський район   | 19 km² | 109 700   |
| 4 | Raión de Kýivski       | Київський район      | 33 km² | 143 700   |
| 5 | Raión de Kírovski      | Кіровський район     | 68 km² | 171 700   |
| 6 | Raión de Kúibyshevski  | Куйбишевський район  | 51 km² | 120 800   |
| 7 | Raión de Léninski      | Ленінський район     | 37 km² | 107 800   |
| 8 | Raión de Petrovski     | Петровський район    | 57 km² | 88 600    |
| 9 | Raión de Proletarski   | Пролетарський район  | 58 km² | 102 800   |

## Demografía
La evolución de la población entre 1897 y 2013 fue la siguiente:
| 28 100     | 32 023 | 105 739 | 466 268 | 704 821 | 878 590 | 1 020 799 | 1 109 102 | 1 016 094 | 962 049 | 955 041 | 953 217 |
| (Fuente: ) |        |         |         |         |         |           |           |           |         |         |         |

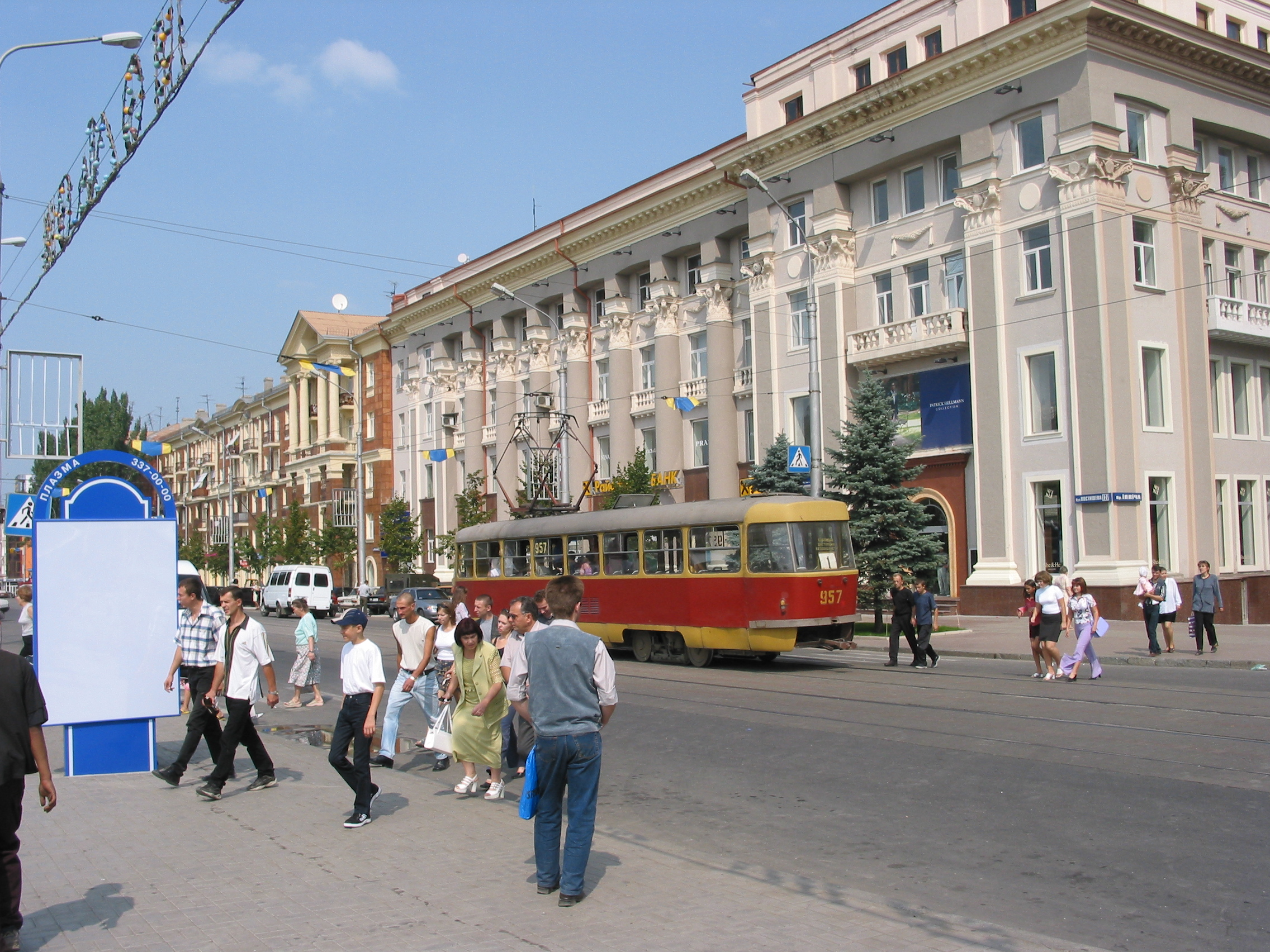
Calle Póstysheva, centro de Donetsk.

La mayoría de los residentes de Donetsk son ucranianos rusoparlantes y rusos étnicos. De acuerdo al censo de población de 2001, los ucranianos son 56.9 % de la población del óblast de Donetsk, mientras los rusos son 38.2 %. El idioma ruso predomina en la región del Donbás. Los residentes de la ciudad tienden a ser más prorrusos en sus inclinaciones políticas, lo cual fue explotado masivamente durante la elección presidencial de 2004.
La estructura de la nacionalidad de la ciudad de Donetsk es la siguiente:
1. Rusos: 493 392 personas, 48.15 %
2. Ucranianos: 478 041 personas, 46.65 %
3. Bielorrusos: 11 769 personas, 1.15 %
4. Griegos: 10 180 personas, 0.99 %
5. Judíos: 5087 personas, 0.50 %
6. Tártaros: 4987 personas, 0.49 %
7. Armenios: 4050 personas, 0.40 %
8. Azeríes: 2098 personas, 0.20 %
9. Georgianos: 2073 personas, 0.20 %
10. Otros: 13 001 personas, 1.27%

Total: 1 024 678 personas, 100.00 %
Las lenguas maternas más habladas por la población de la ciudad de Donetsk, de acuerdo con el censo de Ucrania de 2001, son las siguientes:
1. Ruso: 87,8 %
2. Ucraniano: 11,1 %
3. Armenio: 0,1 %
4. Bielorruso: 0,1 %

En 1991, un tercio de la población se describían como rusos y un tercio ucranianos, mientras que la mayoría del resto se describieron como eslavos. En 1926 el 52,6 % de los habitantes eran rusos, el 26,1 % ucranianos y el 10,7 % judíos.

## Transporte

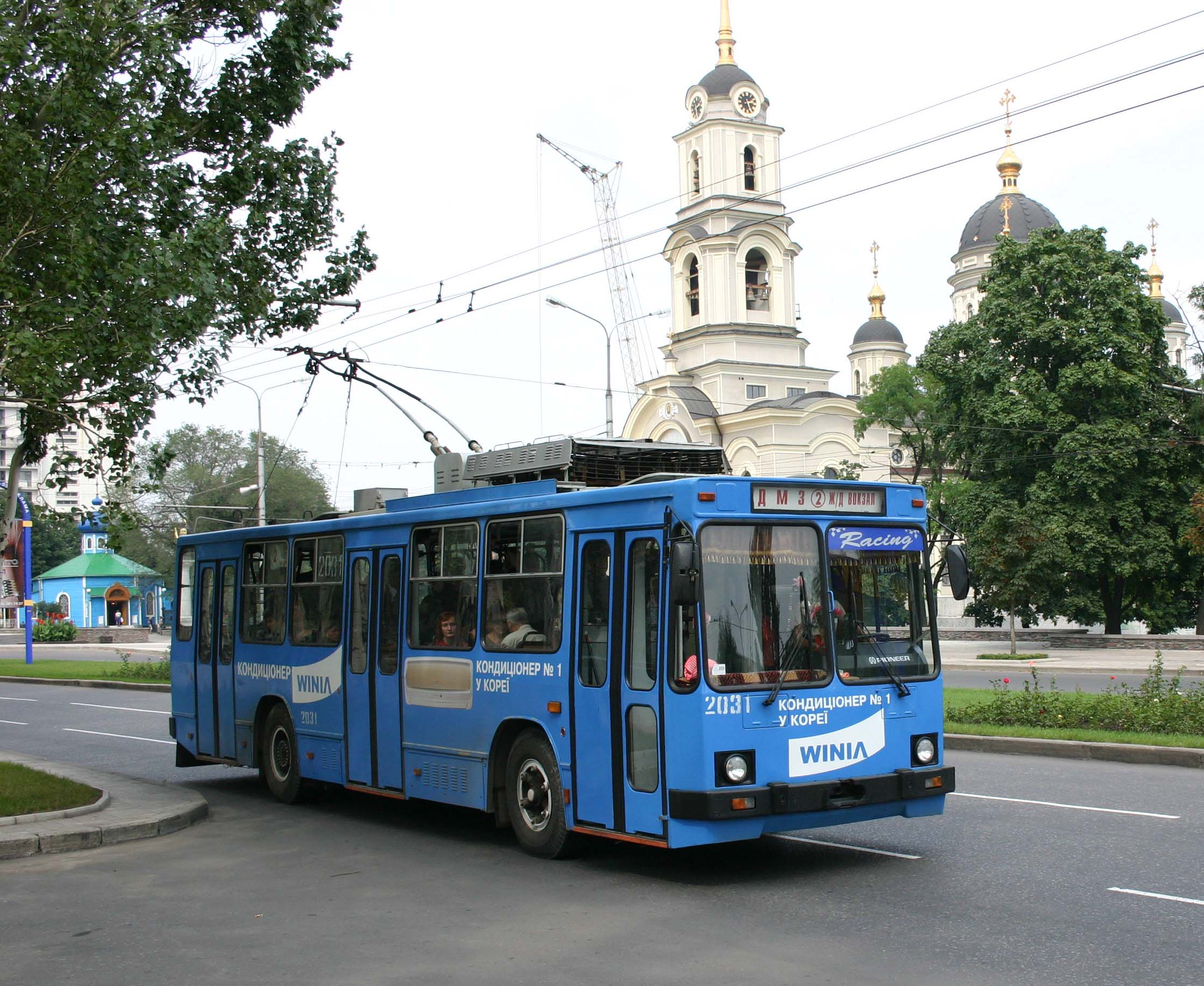
Trolebús en Donetsk.

Las principales formas de transporte dentro de Donetsk son tranvías, autobuses eléctricos, autobuses y trolebuses o marshrutkas (minibuses privados). El sistema de transporte público es controlado por la empresa pública Dongorpastrans. La ciudad cuenta con 12 líneas de tranvía (alrededor de 130 km), 17 líneas de trolebús (alrededor de 188 km) y cerca de 115 líneas de autobús. Tanto el tranvía y los sistemas de trolebuses en la ciudad son servidas por dos estaciones cada uno. Otro medio de transporte dentro de la ciudad es el taxi.
La ciudad también contiene autoestaciones ubicadas dentro de la ciudad y sus suburbios, como la autoestación Yuzhny (sur), que sirve principalmente el transporte de las líneas hacia el sur, de ahí su nombre; la autoestación Tsentr (Centro), que sirve de transporte en la dirección de Marinka y Vuhledar así como transporte interurbano; la autoestación Krytyi Rýnok (mercado interior), que sirve principalmente el transporte en el norte y este; y la autoestación Putílovsky, que sirve principalmente al norte y al noroeste.
La construcción del sistema de metro de la ciudad, iniciado en 1992, fue abandonado recientemente debido a la falta de fondos. No hay líneas o estaciones terminadas.

### Ferrocarril
La principal estación de tren de Donetsk, que sirve a cerca de 7 millones de pasajeros al año, se encuentra en la parte norte de la ciudad. Hay un museo cerca de la estación principal, que trata de la historia de los ferrocarriles en la región. Otras estaciones de ferrocarril son: Rutchenkove, situado en el raión Kýivski; Mandrýkine, en el raión Petrovski; y Mushkétove, en el raión Budiónivski. Algunos trenes de pasajeros evitan la estación de Donetsk y sirven a la estación Yasinuvata, que se encuentra fuera de los límites de la ciudad. Aunque no se utiliza para el transporte regular, la ciudad también cuenta con ferrocarril para niños. Con motivo de la Eurocopa 2012, en la que Donetsk era una de las sedes, se inauguró una nueva terminal ferroviaria que se ajustó a los requisitos de la UEFA.
La región de Donetsk es un importante centro de transporte en Ucrania. Ferrocarriles Donetsk, con sede en Donetsk, es una de las divisiones ferroviarias más grandes en el país. Sirve a la agricultura y las empresas industriales de la zona, y las poblaciones de los óblast de Donetsk y Lugansk, y las provincias de Dnipropetrovsk, Zaporiyia y Járkov.

### Carreteras
La autopista E50, que forma parte de la red internacional de carreteras europeas, pasa por Donetsk con dirección a la ciudad de Rostov del Don en Rusia.
Además, otra carretera internacional atraviesa la ciudad: la M 04. Asimismo, tres carreteras nacionales de Ucrania (N 15, N 20 y N 21) pasan circundando la ciudad.

### Aéreo
Además del transporte público y ferroviario, Donetsk cuenta con el Aeropuerto Internacional de Donetsk. Se construyó en el final de la década de 1940 para el comienzo de la década de 1950. El complejo del aeropuerto fue acabado por completo en 1973. La aerolínea con sede en la ciudad es DonbassAero, que opera el aeropuerto.

## Deporte

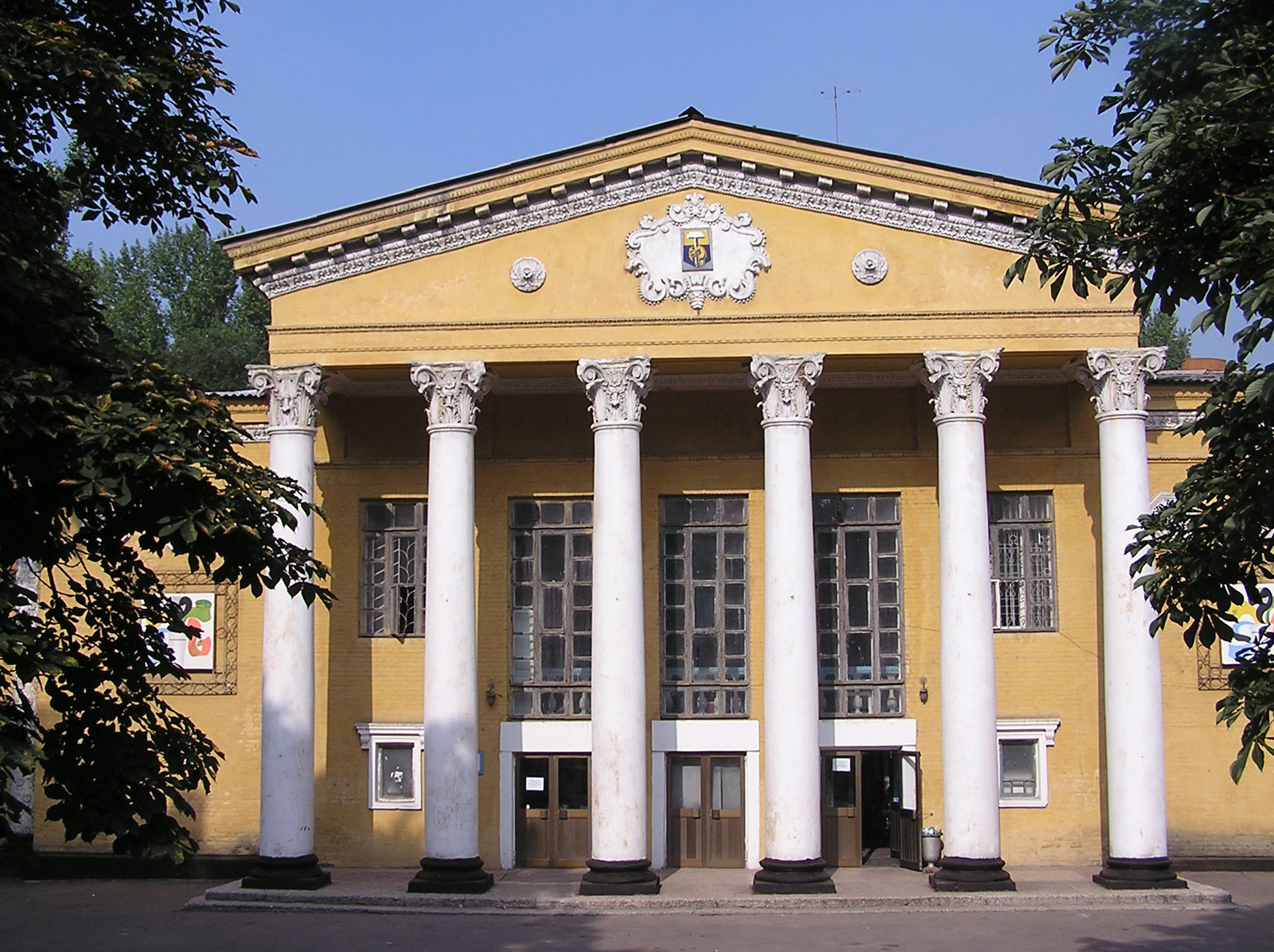
Palacio de los Deportes Shajtar (ucraniano: Палац спорту «Шахтар») en Donetsk.

La ciudad cuenta con el estadio deportivo más moderno del país, el Donbass Arena, sede del equipo de fútbol local, el FC Shajtar Donetsk y que acogió varios encuentros de la Eurocopa 2012. Actualmente se encuentra en desuso debido a una explosión interna dentro del recinto.

## Ciudades hermanadas
- Bochum (Alemania)[21]
- Charleroi (Bélgica)
- Kutaisi (Georgia)
- Moscú (Rusia)
- Pittsburgh (Estados Unidos)[22]
- Sheffield (Reino Unido)[23]
- Tarento (Italia)
- Vilna (Lituania)